# Lidia Książkiewicz
Lidia Książkiewicz (* 1977 in Posen) ist eine polnische, in Frankreich lebende Pianistin, Organistin, Cembalistin und Musikpädagogin.

## Biographie
Lidia Książkiewicz wurde 1977 in Posen als Tochter eines Mathematikprofessors an der Polytechnischen Oberschule geboren. Sie begann im Alter von 5 Jahren das Klavierspiel an der Musikakademie in Bydgoszcz zu erlernen. Mit 20 Jahren begann sie ihr Orgelstudium an der Musikakademie in Posen, die sie 2001 mit Diplomen in Klavier und in Orgel mit Auszeichnung abschloss. Daneben erhielt sie zahlreiche Auszeichnungen in internationalen Wettbewerben, unter anderem:
- 2. Preis im Internationalen Musikwettbewerb des 20. Jahrhunderts in Warschau (Klavier), 1994,
- 3. Preis im Internationalen Orgelwettbewerb „César Franck“ in Haarlem, 2000,
- Prix spéciale im Internationalen Wettbewerb Reger & Messiaen in Graz, 2003,
- 1. Preis im 4. Internationalen Orgelwettbewerb „Marcello Galanti“ in Mondaino, 2003.[6]

Książkiewicz trat bereits in einer Vielzahl von europäischen Ländern in Konzerten auf. Für ein Aufbaustudium unter Éric Lebrun ging sie 2002 nach Frankreich ans Konservatorium Saint-Maur-des-Fossés, wo sie zudem das Studium in Cembalo aufnahm und den Premier Prix d’Excellence erhalten hat. Daneben nahm sie Privatunterricht beim Organisten André Isoir. In Frankreich gewann sie weitere Wettbewerbe, unter anderem den Grand Prix Florentz der Akademie der bildenden Künste Angers. Im Jahre 2004 wurde sie Finalistin des Internationalen Orgelwettbewerbs in Chartres und gewann am 2. Mai 2004 den Grand Prix im Wettbewerb der Académie des Beaux-Arts.
Neben ihrer Ausbildung zur Pianistin und Organistin führte Książkiewicz umfangreiche Pädagogikstudien durch und erlangte das Nationale Diplom in Pädagogik für Orgel und Klavier. Sie ist Autorin zahlreicher pädagogischer Publikationen und leitet Meisterkurse für Klavier und Orgel.
Als Solistin spielte sie mit vielen Orchestern, darunter dem Symphonieorchester der Krakauer Philharmonie, der Slowakischen Sinfonietta und dem Orchestre de la Bretagne. Des Weiteren hat sie Aufnahmen für Radio und Fernsehen in Europa gemacht und wurde als Jurymitglied bei internationalen Orgel- und Klavierwettbewerben eingeladen.
Książkiewicz wurde im September 2010 als Nachfolgerin von Laurent Fèvres zur Titularorganistin an der Kathedrale Notre Dame von Laon ernannt und gilt damit als erste ausländische Titularorganistin Frankreichs. Heute ist sie Dozentin und Pianistin an der Akademie für Musik und am Konservatorium Straßburg.

## Rezeption
Zu einem Konzert Książkiewiczs im Palacio Euskalduna in Bilbao (27. April 2008), in dem sie schwierige Stücke von Louis Vierne, Johann Sebastian Bach, Nicolas de Grigny, Felix Mendelssohn Bartholdy und Franz Liszt spielte, schrieb der baskische Journalist und Musikkritiker Karmelo Errekatxo:

„Para la intérprete no parece que existan dificultades en la ejecución de las más complicadas piezas. En la segunda parte, con la 'Sinfonía segunda' de Vierne, que tocó de memoria, como alguna otra pieza, el recital alcanzó carácter de excepcional brillantez.“

„Für die Interpretin scheint es keine Schwierigkeiten bei der Aufführung der kompliziertesten Stücke zu geben. Da sie im zweiten Teil Viernes Sinfonía segunda („Zweite Symphonie“) sowie weitere Stücke auswendig spielte, erreichte das Konzert eine außergewöhnliche Brillanz.“

## Werke
- Wpływ przygotowania pianistycznego na wykonawstwo wirtuozowskich utworów organowych epoki romantyzmu i neoromantyzmu. Mochocki, Warschau 2002, ISBN 83-913586-0-7 (Über die pianistische Vorbereitung der Aufführung virtuoser Orgelwerke der Romantik und Neoromantik).